# Goudkust op de Olympische Zomerspelen 1952
Goudkust, het tegenwoordige Ghana, debuteerde op de Olympische Spelen tijdens de Olympische Zomerspelen 1952 in Helsinki, Finland. Er werden nog geen medailles gewonnen.

## Deelnemers en resultaten

### Atletiek
| Olympiër                                                 | Discipline             | Resultaat | Prestatie                                                   |
| -------------------------------------------------------- | ---------------------- | --------- | ----------------------------------------------------------- |
| George Acquaah                                           | 100m (m)               | 61e       | serie 7: 5de in 11,47                                       |
| Gabriel Lareya                                           | 100m (m)               | 32e       | serie 1: 3de in 11,18                                       |
| Mohamed Sanni-Thomas                                     | 800m (m)               | 49e       | serie 1: 6de in 2.05,8                                      |
| George Acquaah Gabriel Lareya Augustus Lawson John Owusu | 4x100m (m)             | 14e       | serie 2: 4de in 42,1                                        |
| William Laing                                            | hink-stap-springen (m) | 25e       | kwalificatie groep A: 12de met 14,09m                       |
| James Owoo                                               | hoogspringen (m)       | 20e       | kwalificatie groep B: 2de met 1,87m finale: 20ste met 1,80m |

Argentinië · Australië · Bahama's · België · Bermuda · Birma · Brazilië · Brits-Guiana · Bulgarije · Canada · Ceylon · Chili · China · Cuba · Denemarken · Duitsland · Egypte · Filipijnen · Finland · Frankrijk · Goudkust · Griekenland · Groot-Brittannië · Guatemala · Hongarije · Hongkong · Ierland · IJsland · India · Indonesië · Iran · Israël · Italië · Jamaica · Japan · Joegoslavië · Libanon · Liechtenstein · Luxemburg · Mexico · Monaco · Nederland · Nederlandse Antillen · Nieuw-Zeeland · Nigeria · Noorwegen · Oostenrijk · Pakistan · Panama · Polen · Portugal · Puerto Rico · Roemenië · Saarland · Singapore ·  Sovjet-Unie · Spanje · Thailand · Trinidad en Tobago · Tsjecho-Slowakije · Turkije · Uruguay · Venezuela · Verenigde Staten · Vietnam · Zuid-Afrika · Zuid-Korea · Zweden · Zwitserland